# Calydorea cipuroides
Calydorea cipuroides är en irisväxtart som beskrevs av Friedrich Wilhelm Klatt. Calydorea cipuroides ingår i släktet Calydorea och familjen irisväxter. Inga underarter finns listade i Catalogue of Life.